# Eguchipsammia japonica
Eguchipsammia japonica is een rifkoralensoort uit de familie van de Dendrophylliidae. De wetenschappelijke naam van de soort is voor het eerst geldig gepubliceerd in 1892 door Rehberg.